# 第三届超级碗
第三届超级碗（Super Bowl III），即第三届AFL-NFL世界冠军赛（AFL-NFL World Championship Game），由美国橄榄球联盟（AFL）冠军纽约喷气机队对阵国家橄榄球联盟（NFL）冠军巴尔的摩小马队。比赛于1969年1月12日在迈阿密的橙色碗体育场（Orange Stadium）举行。
最终，纽约喷气机队以16-7战胜巴尔的摩小马队，第一次夺得超级碗冠军。四分卫乔·纳玛什（Joe Namath）获得最有价值球员称号。